# Двинка (река)
Двинка — река в Куньинском районе Псковской области, правый приток Западной Двины.
Длина реки составляет около 13 км. Исток реки находится на юге Двинь-Велинского озера; вытекая из Велинского озера, течёт с изгибами сперва на юго-восток, затем на восток. Протекая в южном направлении, впадает в Западную Двину.
Высота истока — 168,8 м над уровнем моря. Высота устья — 156,7 м над уровнем моря.
Прибрежные деревни: Осиновка и Селище в составе Пухновской волости Куньинского района.